# يوحنا السادس
يوحنا السادس هو البابا رقم 85 في قائمة باباوات الكنيسة الكاثوليكية وقد انتخب يوم 30 أكتوبر 701 وكانت هناك حروب بين شعبه وبين اللومبارديون الذين هدَّدوه طوال عهده، وبعد دفع البابا غرامات كثيرة تمكن منهم، لكنهم استمروا في ذلك حتى وفاته يوم 11 يناير 705. 